# Виктор фон Вайцзекер
Виктор Фрайхер фон Вайцзекер (на немски: Viktor Freiherr von Weizsäcker) е немски лекар и физиолог. Брат е на Ернст фон Вайцзекер и чичо на Рихард фон Вайцзекер и Карл Фридрих фон Вайцзекер.

## Биография
Роден е на 21 април 1886 година в Щутгарт, Германия. Учи в Тюбинген, Фрайбург, Берлин и Хайделберг, където получава медицинската си степен през 1910 г. През 1920 става директор на неврологичния департамент в клиниката на Лудолф фон Крел в Хайделберг. През 1941 наследява Отфрид Фоерстер като професор по неврология в Бреслау, а през 1945 се завръща в Хайделберг като професор по клинична медицина.
Вайцзекер е познат с пионерската си работа в психосоматичната медицина и за теориите си относно медицинската антропология. Запомнен е и още с концепцията си за Gestaltkreis, уточняване на гещалт психологията, в която обяснява, че биологичните събития не са фиксирани отговори, а са зависими от предишния опит и постоянно се повтарят чрез преживяване. Чрез гещалт, Вайцзекер се опитва да представи теоретично единица на възприятие и движение.
В края на 20-те години на 20 век, Вайцзекер е съавтор на „Die Kreatur“ с философа Мартин Бубер (1878 – 1965) и теолога Джоузеф Витиг (1879 – 1949). В това списание Вайцзекер подобрява идеите си, засягащи медицинската антропология. През 1956 публикува „Патософия“, където се опитва да създаде философско разбиране на човека чрез нагони, конфликти и заболявания.
Умира на 9 януари 1957 година в Хайделберг на 70-годишна възраст.